# Ельбінген
Ельбінген (нім. Elbingen) — громада в Німеччині, розташована в землі Рейнланд-Пфальц. Входить до складу району Вестервальд. Складова частина об'єднання громад Вальмерод.
Площа — 2,30 км2. Населення становить 322 ос. (станом на 31 грудня 2020).